# Reinhold Barcz
Reinhold Barcz (ur. 9 listopada 1884 w Waplewie k. Ostródy, zm. 1942 w Berlinie) – działacz narodowy i protestancki na Mazurach, publicysta, z zawodu krawiec.

## Życiorys
Był przywódcą powstałego w Prusach Wschodnich pod koniec XIX w. ugrupowania neopietystycznego w Ewangelickim Kościele Unii Staropruskiej zwanego „gromadkarzami”. Za niesubordynację względem władz nazistowskich więziony i ścięty w berlińskim więzieniu Moabit.